# Laserpitium gallicum
Laserpitium gallicum es una especie perteneciente a la familia Apiaceae.

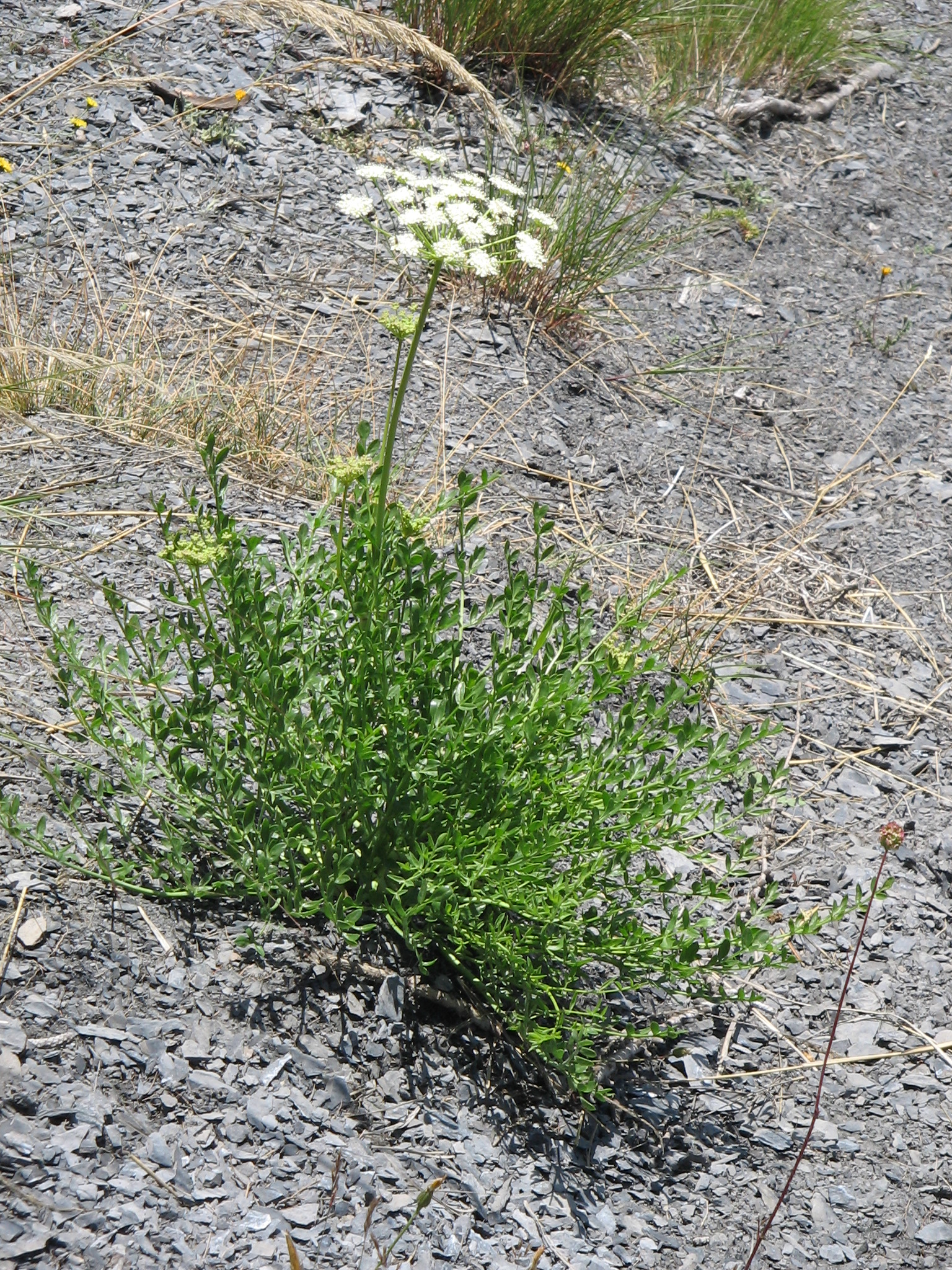
Vista de la planta

## Descripción
Es una hierba hemicriptófita, perenne, erecta, glabra, de hasta 80 cm de altura, poco ramificada. Hojas triangulares, 3-5 pinnatisectas, rígidas. Inflorescencia en umbelas, con hasta 50 radios, de hasta 10 cm de diámetro. Brácteas y bracteólas numerosas. Pétalos de blancos a rosados, emarginados. Fruto en esquizocarpo, de hasta 10 mm de longitud, ovoide, truncado, comprimido por el dorso.

## Distribución y hábitat
Se encuentra en gleras y pastizales entre carrascales y matorrales abiertos, sobre substratos calizo-dolomíticos de media-alta montaña. Son especies asociadas Cytisus reverchonii, Euphorbia nevadensis subsp. nevadensis, Ferulago ternatifolia, Juniperus communis subsp. hemisphaerica, Serratula pinnatifida, etc. 
Se distribuye por las montañas submediterráneas del sur de Francia, norte de Italia y mitad oriental de la península ibérica. En Murcia se encuentra en las montañas más altas de Moratalla (Cuerda de la Gitana, Sierra Seca y Sierra de Villafuerte).

## Taxonomía
Laserpitium gallicum fue descrita por Carlos Linneo y publicado en Sp. Pl. 248 1753.
Sinonimia
- Galbanum gallicum Koso-Pol.
- Lacellia cuneata Bubani
- Polylophium gallicum Koso-Pol.
- Siler gallicum Crantz[3]
- Laserpitium angustifolium L.
- Laserpitium angustissimum Willd.
- Laserpitium paradoxum A. Bolòs & Font Quer[4]

## Nombres comunes
- Castellano: cominos marranos, cominos marranos (fruto), laserpicio.[4]